# Rhachidosorus siamensis
Rhachidosorus siamensis är en ormbunkeart som beskrevs av S.Linds. Rhachidosorus siamensis ingår i släktet Rhachidosorus och familjen Rhachidosoridaceae. Inga underarter finns listade.